# Isola Kaštanki
L'isola Kaštanki (in russo Остров Каштанки, ostrov Kaštanki) è un'isola russa che fa parte dell'arcipelago di Severnaja Zemlja ed è bagnata dal mare di Kara.
Amministrativamente fa parte del distretto di Tajmyr del Territorio di Krasnojarsk, nel Distretto Federale Siberiano.

## Geografia
L'isola è situata nella parte orientale dello stretto dell'Armata Rossa (пролив Красной Армии, proliv Krasnoj Armii), 700 m a nord-est di capo Čulok (мыса Чулок, mys Čulok) lungo la costa settentrionale dell'isola della Rivoluzione d'Ottobre. Chiude a nord la baia Bazovoj (бухтa Базовой, buchta Bazovoj).
Ha una forma allungata in direzione est-ovest, con una larghezza di 500 m e una lunghezza di circa 2,4 km. È un'isola piatta che raggiunge al massimo gli 8 m s.l.m. Il territorio è libero dal ghiaccio, ma non sono presenti né fiumi né laghi.

## Isole adiacenti
- Isole Raznye (островa Диабазовые, ostrova Raznye), 2 piccole isole a sud-ovest, oltre capo Čulok.